# Amy Fisher
Amy Elizabeth Fisher (Merrick, 21 agosto 1974) è una scrittrice, giornalista ed ex attrice pornografica statunitense.

## Biografia

### Primi anni
Nata a Long Island da Elliot and Roseann Fisher (il padre era di origine ebraica mentre la madre era italoamericana), subì violenze sessuali da parte di un parente e all'età di 13 anni venne anche violentata da un uomo che lavorava a casa sua; ebbe giovanissima una gravidanza indesiderata e subì alcuni aborti.
Nel maggio 1991, ancora minorenne, incontrò il trentacinquenne Joey Buttafuoco (n. 1956), dopo aver acquistato un'auto nella sua carrozzeria di Long Island. Nonostante lui fosse sposato, i due incominciarono a frequentarsi.
Successivamente s'incontrarono per diversi mesi nei motel della zona. Ma Fisher, sempre più gelosa di Buttafuoco, acquistò da Peter Guagenti una pistola calibro 25 per uccidere la moglie di Buttafuoco, Mary Jo il 19 maggio 1992.
Mary Jo però sopravvisse e il 23 settembre 1992 riconobbe la Fisher come colei che le aveva sparato. Amy Fisher fu condannata per tentato omicidio di primo grado e venne condannata a quindici anni di carcere dal tribunale di Mineola.
Fisher scontò solo sette anni e venne rilasciata sulla parola. Guargenti invece venne condannato a sei mesi per aver venduto un'arma ad una minorenne.
La vicenda fu al centro di un caso mediatico negli Stati Uniti, in cui la donna divenne nota come "The Long Island Lolita"; la sua storia è stata oggetto di alcuni film per la televisione. Nel film basato sui fatti del 1992 Amy Fisher: My Story, il personaggio della Fisher fu interpretata dall'attrice Noelle Parker, mentre nei film del 1993 Casualties of Love: The "Long Island Lolita" Story e The Amy Fisher Story è impersonata rispettivamente da Alyssa Milano e da Drew Barrymore.
Nel 1992, il circo mediatico intorno al processo scaturì l'interesse dello sceneggiatore Alan Ball, che ne fu influenzato per scrivere la sceneggiatura di American Beauty.
Dietro le sbarre, Amy Fisher scrisse la sua prima biografia assieme a Sheila Weller Amy Fisher: My Story, che uscì nel 1994.

### La vita dopo il carcere
Nel 1999 Fisher finì di scontare la pena e nel 2003, dopo averlo conosciuto su Internet, sposò Louis Bellera, con cui ha avuto tre figli.
Fisher ha collaborato per alcuni anni con il mensile di Long Island Long Island Press e nel 2004 è entrata a far parte della Society of Professional Journalists (l'associazione dei giornalisti professionisti statunitensi). Nello stesso anno, ha scritto, assieme a Robbie Woliver, la sua seconda biografia If I Knew Then.
La nuova coppia provò a fare un reality show ma non ebbe successo, poi il marito nel 2007 vendette un filmato di pornografia amatoriale della coppia a Red Light District Video che ebbe molto successo.
Tra il 2010 e il 2011, in coppia con suo marito, Fisher girò qualche film pornografico e partecipò al My Wife's Hot Friend 10 di Naughty America con Jenna Presley e Tasha Reign. Dopo quest'esperienza, decise di smettere con la pornografia e si trasferì con la famiglia a Wellington nella contea di Palm Beach (Florida).
Nel 2013 si è separata dal marito, da cui ha divorziato poi nel 2015.
Nel 2011 ha partecipato alla quinta edizione del programma Celebrity Rehab with Dr. Drew, condotto dal dottor Drew Pinsky sul canale VH1 per superare le sue dipendenze da alcol e droghe.

## Libri
- (EN) Amy Fisher e Robbie Woliver, If I Knew Then, iUniverse, 2004, ISBN 0-595-32445-2.
- (EN) Amy Fisher e Sheila Weller, Amy Fisher: My Story, Pocket Books, 1994, ISBN 0-671-86559-5.

## Filmografia pornografica
- Amy Fisher Caught on Tape (2007)
- Amy Fisher is Sex (2010)
- Deep Inside Amy Fisher (2010)
- Amy Fisher With Love (2011)
- Fatal Seduction (2011)
- My Wife's Hot Friend 10 (2011)